# De Meyboom

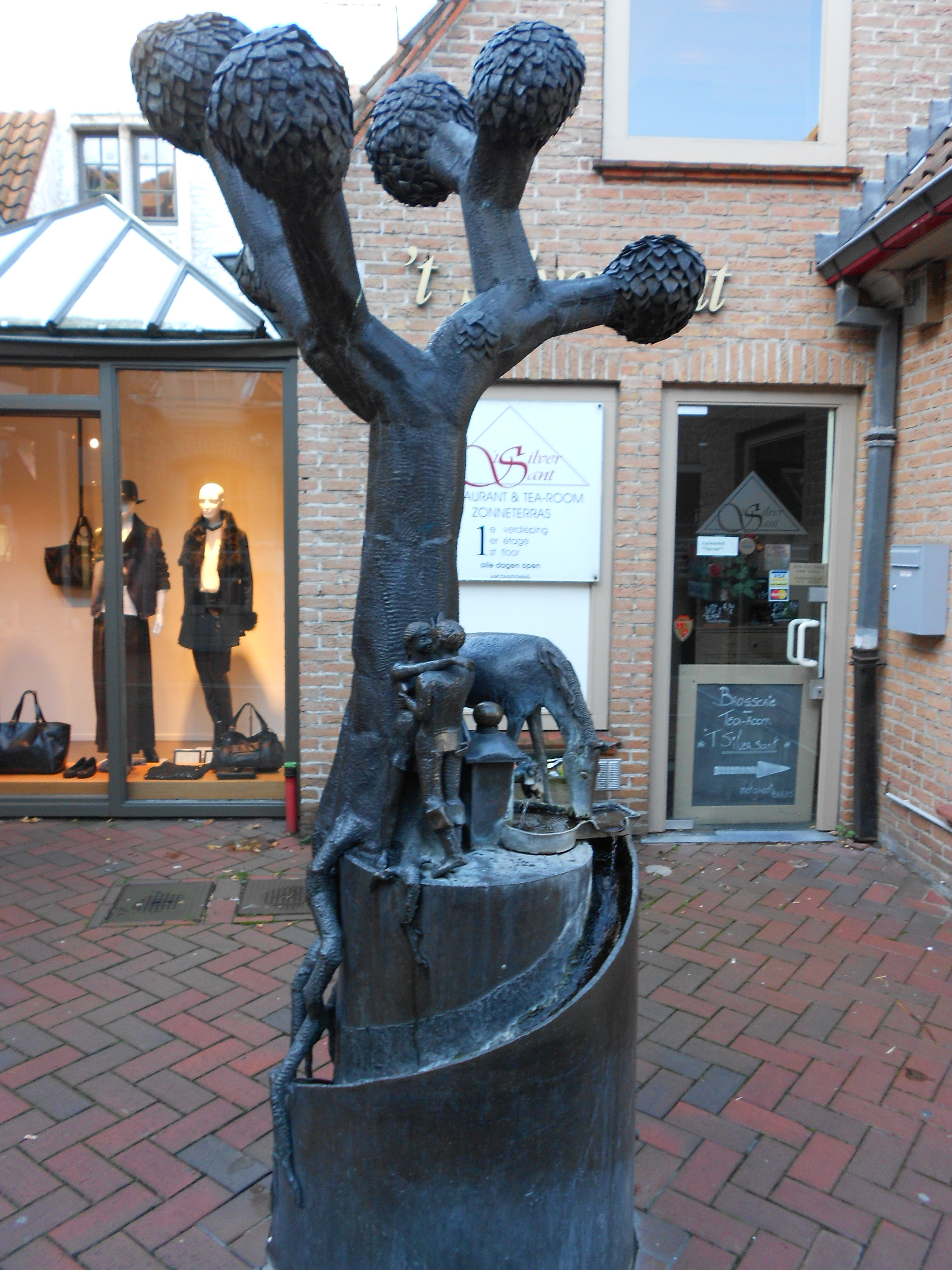
De Meyboom

De Meyboom is een bronzen beeld van Jef Claerhout in de Belgische stad Brugge. Het beeld staat aldaar in de Zilversteeg.
Het standbeeld heeft geen specifieke betekenis. De vruchtbaarheid van de natuur wordt geschetst. Een meiboom planten behoort in veel culturen nog tot de traditie. Dit kadert in hetzelfde thema van de vruchtbare natuur. Het tafereel wordt ondersteund door een paard dat bij een waterbron aan het drinken is en door een verliefd koppeltje onder de meiboom.